# Jazz Abstractions
Jazz Abstractions est un album du pianiste de jazz et de third stream de John Lewis, Gunther Schuller et Jim Hall enregistré en 1960 et publié en 1961.
Le titre complet de pochette est John Lewis Present Contemporary Music : Jazz Abstractions : Compositions by Gunther Schuller & Jim Hall

## Historique
Cet album a été enregistré, le 19 et le 20 décembre 1960 à New York. Il a été publié en 1961 par le label Atlantic Records (LP 1365).
John Lewis apparaît ici comme « superviseur » et compositeur. Lewis était, avec Nesuhi Ertegun et Gunther Schuller un des défenseurs de la musique d'Ornette Coleman. Il avait fait connaissance du saxophoniste en Californie, Coleman était alors membre avec le trompettiste Don Cherry de la formation du pianiste Paul Bley. (sources? D'autres sources indiquent que c'est le bassiste Red Mitchell qui a présenté Ornette Coleman à Ertegun et Lewis en 1958) 
L'album est un des premiers du third stream et correspond au programme d'un concert de 1959 au Carnegie Hall. Les solistes sont Ornette Coleman, Eric Dolphy, Scott LaFaro, Jim Hall et Eddie Costa. Le pianiste Bill Evans, présent lors de la deuxième session était présent lors du concert précité. Un quatuor à cordes comprenant Charles Libove, Roland Vamos, Harry Zaratzian et Joseph Tekula est crédité comme le "Contemporary String Quartet".
Le lendemain de la deuxième session, Ornette Coleman, Eric Dolphy et Scott La Faro allaient se retrouver pour l'enregistrement de l'album  Free Jazz : A Collective Improvisation, by The Ornette Coleman Double Quartet (Atlantic Records).

## Titres de l’album
| No | Titre                                                             | Auteur           | Durée |
| -- | ----------------------------------------------------------------- | ---------------- | ----- |
| 1. | Abstraction                                                       | Gunther Schuller | 4:06  |
| 2. | Piece for Guitar and String                                       | Jim Hall         | 6:20  |
| 3. | Variant on a Theme of John Lewis (Django) : variant I             | Gunther Schuller | 5:25  |
| 4. | Variant on a Theme of John Lewis (Django) : variant II            | Gunther Schuller | 1:38  |
| 5. | Variant on a Theme of John Lewis (Django) : variant III           | Gunther Schuller | 3:04  |
| 6. | Variant on a Theme of Thelonious Monk (Criss-Cross) : variant I   | Gunther Schuller | 6:20  |
| 7. | Variant on a Theme of Thelonious Monk (Criss-Cross) : variant II  | Gunther Schuller | 1:47  |
| 8. | Variant on a Theme of Thelonious Monk (Criss-Cross) : variant III | Gunther Schuller | 3:46  |
| 9. | Variant on a Theme of Thelonious Monk (Criss-Cross) : variant I   | Gunther Schuller | 3:22  |

## Personnel
Séance du 19 décembre (pistes 1 & 2)
- Ornette Coleman - saxophone alto (piste 1 uniquement)
- Charles Libove, Roland Vamos - violon
- Harry Zaratzian -  alto
- Alfred Brown - alto (piste 2 uniquement)
- Joseph Tekula - violoncelle
- Jim Hall - guitare
- Scott LaFaro - contrebasse
- Alvin Brehm - contrebasse (piste 1 uniquement)
- Sticks Evans - batterie (piste 1 uniquement)
- Gunther Schuller -  arrangeur, direction
- John Lewis - superviseur

Séance du 20 décembre (pistes 3 à 9)
- Eric Dolphy - saxophone alto, flûte traversière, clarinette basse
- Ornette Coleman - saxophone alto (pistes 6 à 9 uniquement)
- Charles Libove, Roland Vamos - violon
- Harry Zaratzian - alto
- Joseph Tekula - violoncelle
- Jim Hall - guitare
- Scott LaFaro, George Duvivier - contrebasse
- Sticks Evans - batterie
- Gunther Schuller -  arrangeur, direction
- John Lewis - superviseur